# Ян Бос
Ян Бос (нід. Jan Bos; нар. 29 березня 1975 року) — голландський ковзаняр та велогонщик. Учасник чотирьох зимових Олімпійських ігор (1998, 2002, 2006, 2010) і літніх Олімпійських ігор (2004). Дворазовий срібний призер зимових Олімпійських ігор на дистанції 1000 м, дворазовий чемпіон світу з ковзанярського спорту, дворазовий рекордсмен світу на дистанції 1000 м.

## Ковзаняр
У 1998 році Бос двічі ставав чемпіоном світу зі спринту і завоював срібну медаль в цьому ж році у 1000-метровому спринті під час зимових Олімпійських ігор у Нагано. Він виграв срібну медаль на цій же дистанції також і у Солт-Лейк-Сіті.
Він змагався на літніх Олімпійських іграх 2004 року в Афінах у командному спринті з велоспорту разом зі своїм братом Тео Босом, який виграв срібло в індивідуальному спринті, і Тен Мюлдером. Голландець фінішував шостим після того, як його обійшла японська команда.
Ян Бос закінчив свою спортивну кар'єру ковзаняра у 2011 році.

## Велосипедист
У 2012 році Бос (у співпраці з командою Human Power Team з Делфта) намагався стати найшвидшим велосипедистом у світі під час Всесвітнього виклику людської реактивної швидкості (World Human Powered Speed Challenge) на Бойовій горі, штат  Невада. На той час канадський велогонщик Сем Уітгейгем встановив рекорд Міжнародної асоціації аварійних автомобілів (133 км / год).
Бос використовував велосипед для катання (лігерад), спеціально розроблений для цього змагання студентами Делфтського технологічного університету і вільного університету Амстердама. Але Бос зумів розвинути максимальну швидкість 126,5 км/год. У вересні 2013 року, його одноклубник Себастьян Боуєр зумів побити рекорд, досягши швидкості 133,78 кілометрів на годину (83,13 милі в годину)

## Записи

### Особисті записи
Джерело: www.sskating.com & SpeedskatingResults.com

### Світові рекорди
| Подія  | Час     | Дата                   | Місце   |
| ------ | ------- | ---------------------- | ------- |
| 1000 м | 1.10,63 | 22 листопада 1997 року | Калгарі |
| 1000 м | 1.08,55 | 21 лютого 1999 року    | Калгарі |

## Підсумки виступів
| Рік  | Дистанція (Голландія)                                                | Спринт (Голландія) | Спринт (Світ) | Дистанція (Світ)                                    | Олімпійські ігри                                                      | Світовий Кубок                                                                              |
| ---- | -------------------------------------------------------------------- | ------------------ | ------------- | --------------------------------------------------- | --------------------------------------------------------------------- | ------------------------------------------------------------------------------------------- |
| 1994 | 9-те місце 500 метрів 6-те місце 1000 метрів 10-те місце 1500 метрів |                    |               |                                                     |                                                                       |                                                                                             |
| 1995 | 5-те місце 500 метрів 4-те місце 1000 метрів 1-те місце 1500 метрів  | 5-те місце         |               |                                                     |                                                                       |                                                                                             |
| 1996 |  500 метрів · 1000 метрів                                            |                    | 24-те місце   |                                                     |                                                                       | 39-те місце 1000 метрів                                                                     |
| 1997 |                                                                      |                    | 13-те місце   | 8-те місце 500 метрів · 1000 метрів                 |                                                                       | 20-те місце 500 метрів 4-те місце 1000 метрів                                               |
| 1998 |  500 метрів ·  1000 метрів · 5-те місце 1500 метрів                  | 1                  | 1             | 5-те місце 500 метрів 4-те місце 1000 метрів        | 12-те місце 500 метрів · 1000 метрів · 4-те місце 1500 метрів         | 5-те місце 500 метрів · 1000 метрів · 17-те місце 1500 метрів                               |
| 1999 |  500 метрів ·  1000 метрів · 1500 метрів                             | 1                  |               | fall 500 метрів ·  1000 метрів                      |                                                                       | 4-те місце 500 метрів · 1000 метрів · 6-те місце 1500 метрів                                |
| 2000 | 500 метрів ·  1000 метрів                                            |                    | 4-те місце    | 5-те місце 500 метрів ·  1000 метрів ·  1500 метрів |                                                                       | 5-те місце 500 метрів · 1000 метрів · 6-те місце 1500 метрів                                |
| 2001 |  500 метрів ·  1000 метрів · 10-те місце 1500 метрів                 | Ill                | 4-те місце    | 2-те місце 500 метрів 10-те місце 1000 метрів       |                                                                       | 8-те місце 500 метрів 10-те місце 1000 метрів 23-тє місце 1500 метрів                       |
| 2002 |  500 метрів ·  1000 метрів · 5-те місце 1500 метрів                  | 2                  | DQ            |                                                     | 9-те місце 500 метрів · 1000 метрів · 7-ме місце 1500 метрів          | 7-ме місце 500 m ·  1000 метрів · 26-те місце 1500 m                                        |
| 2003 | 500 метрів · 1000 метрів                                             |                    | 7-ме місце    |                                                     | 5-те місце 500 метрів 15-те місце 1000 метрів                         | 5-те місце 500 метрів · 1000 метрів                                                         |
| 2004 |  500 метрів · 7-ме місце 1000 метрів                                 | 6-те місце         |               | 14-те місце 500 метрів 5-те місце 1000 метрів       |                                                                       | 28-ме місце 100 метрів 16-те місце 500 метрів 9-те місце 1000 метрів                        |
| 2005 | 4-те місце 500 метрів 5-те місце 1000 метрів 10-те місце 1500 метрів | 2                  | 6-те місце    |  1000 метрів                                        |                                                                       | 23-тє місце 500 метрів 5-те місце 1000 метрів                                               |
| 2006 |  500 метрів ·  1000 метрів ·  1500 метрів                            |                    |               |                                                     | 11-те місце 500 метрів 5-те місце 1000 метрів 20-те місце 1500 метрів | 43-тє місце 500 метрів 12-те місце 1000 метрів 7-ме місце 1500 метрів                       |
| 2007 | 500 метрів ·  1000 метрів ·  1500 метрів                             | 2                  | 12-те місце   | 16-те місце 500 метрів                              |                                                                       | 36-те місце 100 метрів 19-те місце 500 метрів 4-те місце 1000 метрів 6-те місце 1500 метрів |
| 2008 | 5-те місце 500 метрів · 1000 метрів · 9-те місце 1500 метрів         |                    | 39-те місце   | 5-те місце 1000 метрів                              |                                                                       | 25-те місце 100 m · 24-те місце 500 метрів ·  1000 метрів                                   |
| 2009 | 8-ме місце 500 метрів 6-те місце 1000 метрів                         | 4-те місце         |               | 5-те місце 1000 метрів                              |                                                                       | 12-те місце 1000 метрів                                                                     |
| 2010 | 8-ме місце 500 метрів 7-ме місце 1000 метрів                         |                    |               |                                                     | 29-те місце 500 метрів 12-те місце 1000 метрів                        | 51-ше місце 500 метрів 15-те місце 1000 метрів                                              |
| 2011 | 10-те місце 500 метрів ·  1000 метрів                                |                    | 12-те місце   |                                                     |                                                                       |                                                                                             |

Джерело: SpeedSkatingStats.com